# Angrignon (métro de Montréal)
Pour les articles homonymes, voir Angrignon.
Angrignon est la station terminus sud de la ligne verte du Métro de Montréal. Elle est située, près de  LaSalle, dans l'arrondissement du Sud-Ouest de Montréal, province de Québec au Canada. 
Mise en service en 1978, elle est en correspondance avec le terminus des bus Angrignon. Elle partage avec la station Longueuil–Université-de-Sherbrooke le fait d'être, à −4,3 m, la station la moins profonde du métro de Montréal.

## Situation sur le réseau

Plan du métro (2021).

Établie en souterrain à 4,3 m de profondeur, Angrignon est la station terminus sud de la ligne verte du métro de Montréal, située avant la station Monk, en direction du terminus nord Honoré-Beaugrand.
Elle dispose des deux voies de la ligne, encadrée par deux quais latéraux. 

## Histoire
La station Angrignon est mise en service le 3 septembre 1978, lors du prolongement de la ligne verte d'Atwater à Angrignon. La station est nommée en référence aux lieux proches boulevard Angrignon et Parc Angrignon qui ont été nommés en référence à  Jean-Baptiste-Arthur Angrignon (1875-1948), échevin du quartier de Saint-Paul de 1921 à 1934 et membre du Comité exécutif de la ville de Montréal de 1928 à 1930. Elle est conçue par l'architecte Jean-Louis Beaulieu, qui reçut en 1979 un premier prix d'excellence pour cette réalisation, décerné par l'Ordre des architectes du Québec. Avec une profondeur de −4,3 m, elle partage avec la station Longueuil–Université-de-Sherbrooke le fait d'être la station la moins profonde du réseau,.

## Services aux voyageurs

### Accès et accueil
La station dispose, en surface, d'un édicule d'accès au 3500, Boulevard des Trinitaires, qui est équipée d'un espace client STM.
Cet édicules comportent trois sorties. Une vers le terminus d'autobus Angrignon et le boulevard des Tricentenaires, une vers un stationnement incitatif et la dernière vers le parc Angrignon. Il contient deux ascenseurs qui permettent aux personnes à mobilités réduites de rejoindre les quais.

Installations
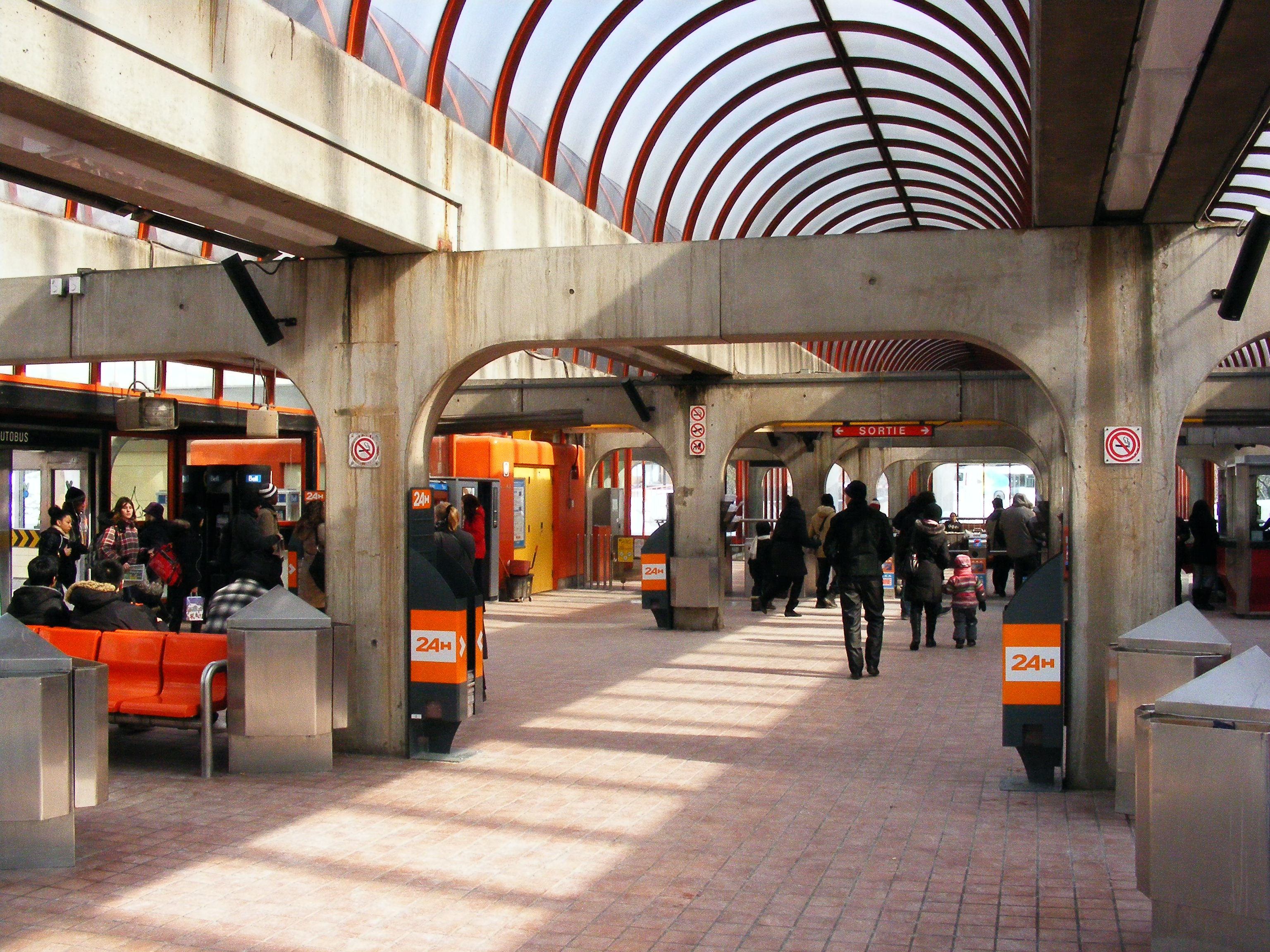
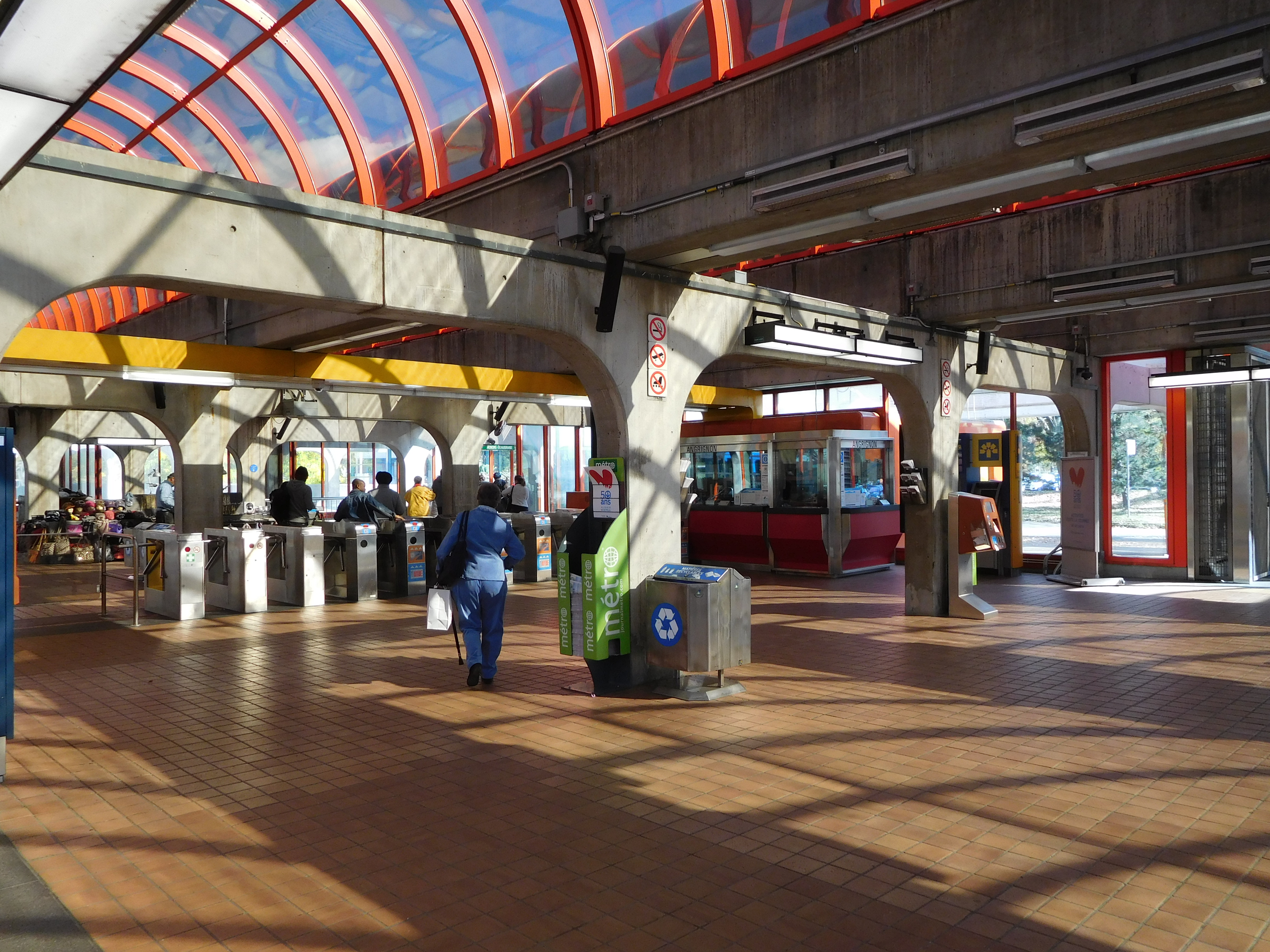
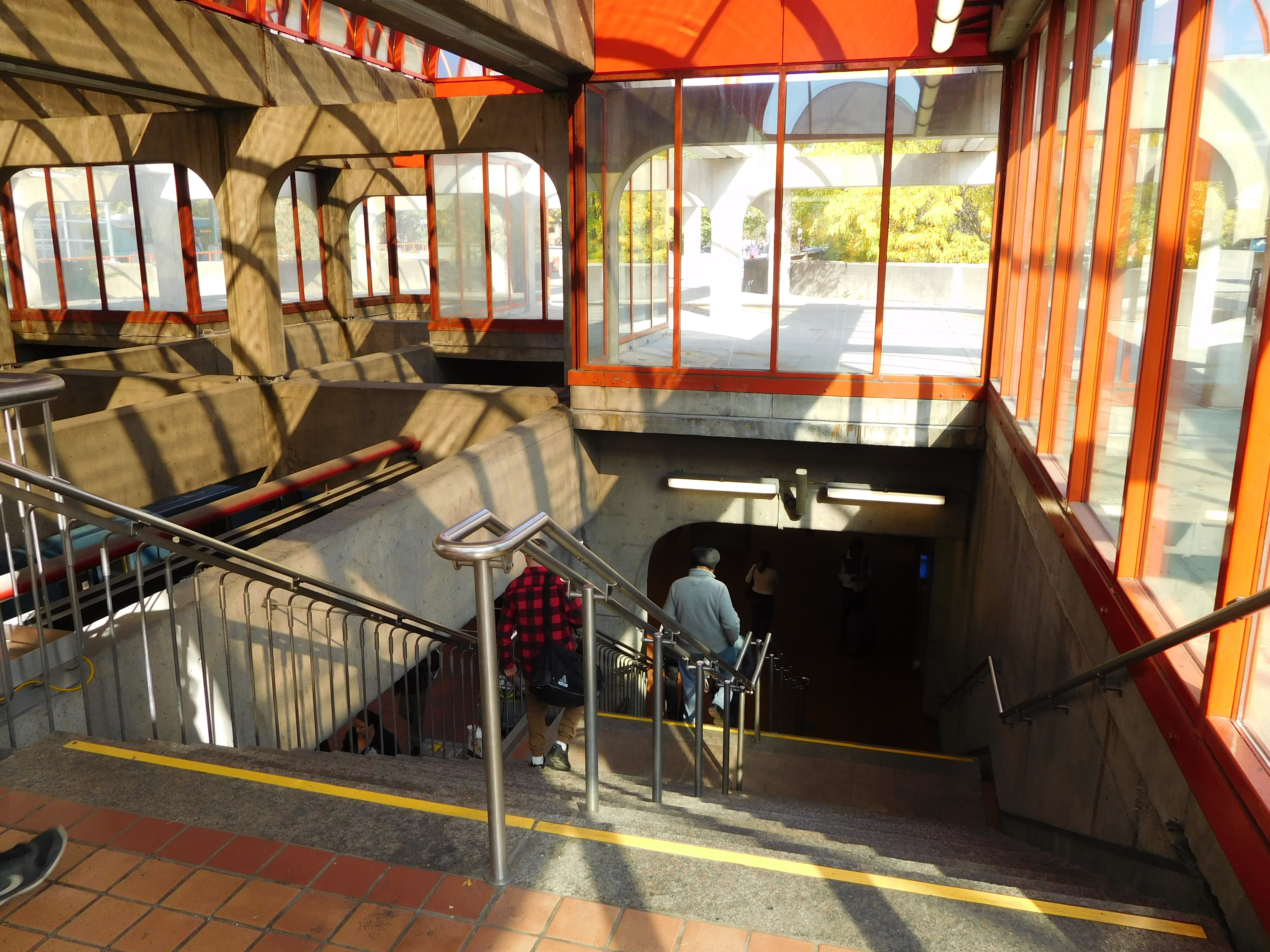

### Desserte
Angrignon est desservie par les rames qui circulent sur la ligne verte du métro de Montréal. En semaine de 05h30 à 00h35, le samedi de 05h30 à 01h05 et le dimanche de 05h30 à 00h35. Le rythme de passage est fonction de la période en heures de pointe ou hors heures de pointe, elle varie de 3 à 12 minutes.

Installations et desserte
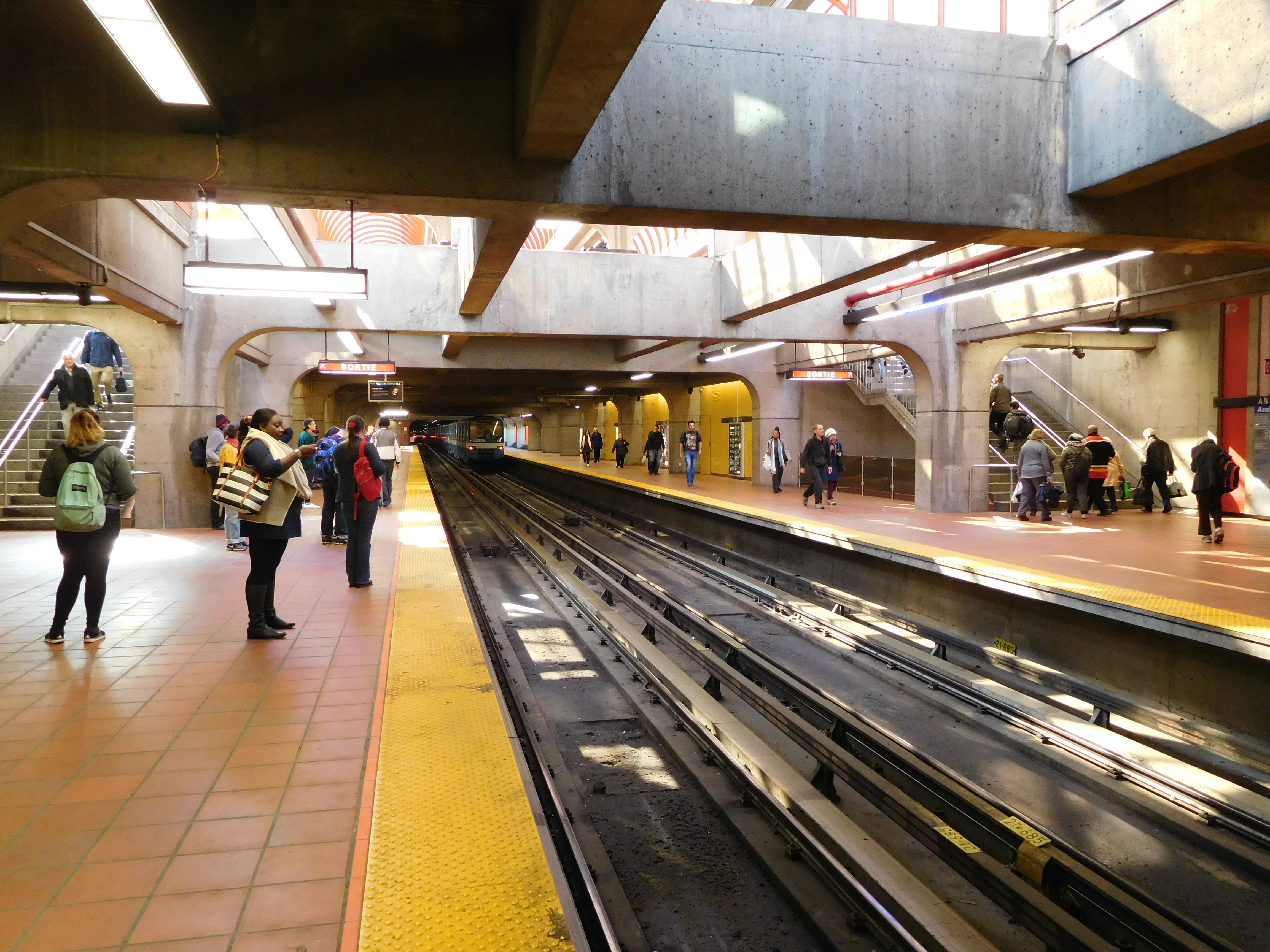
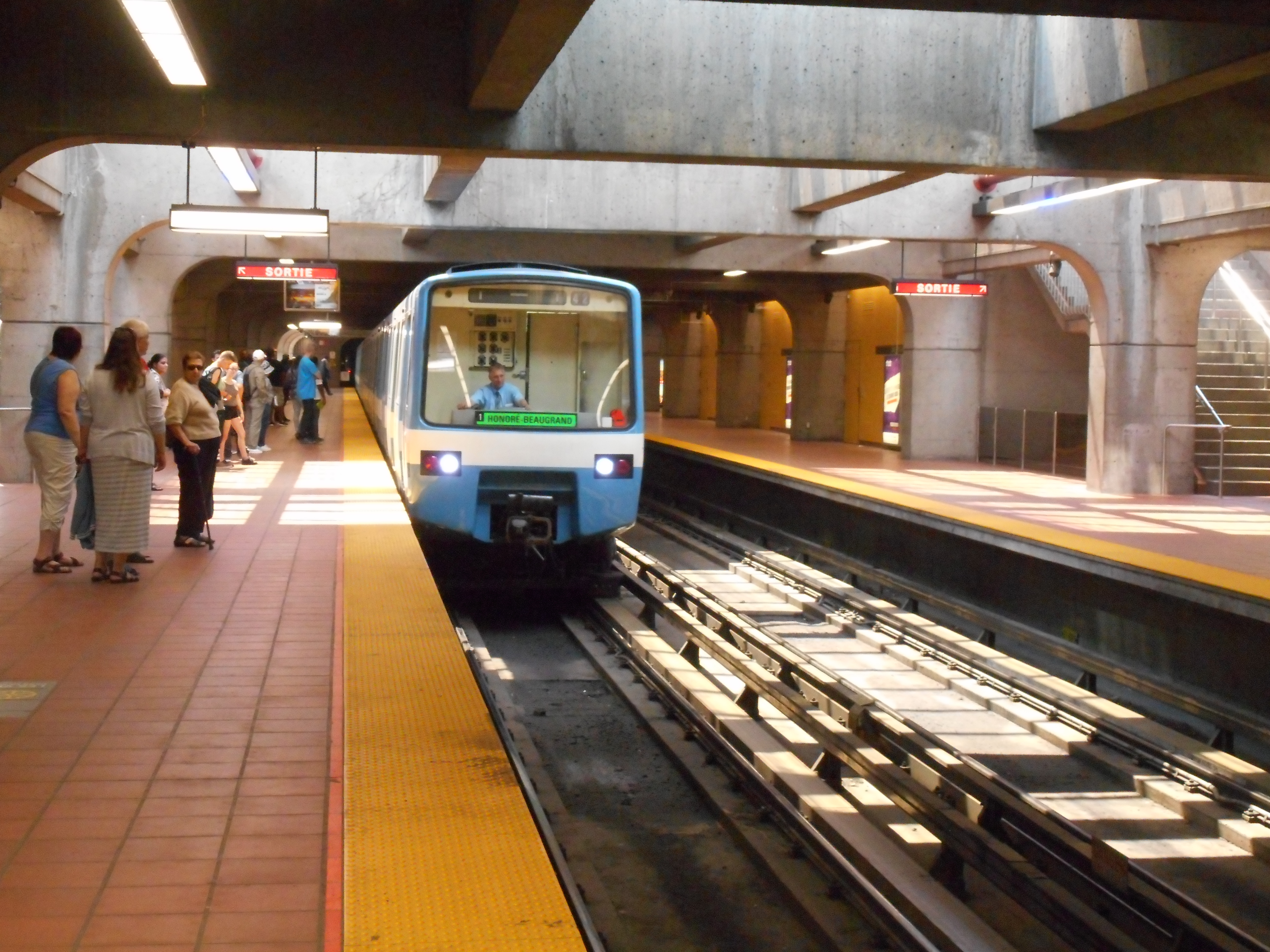
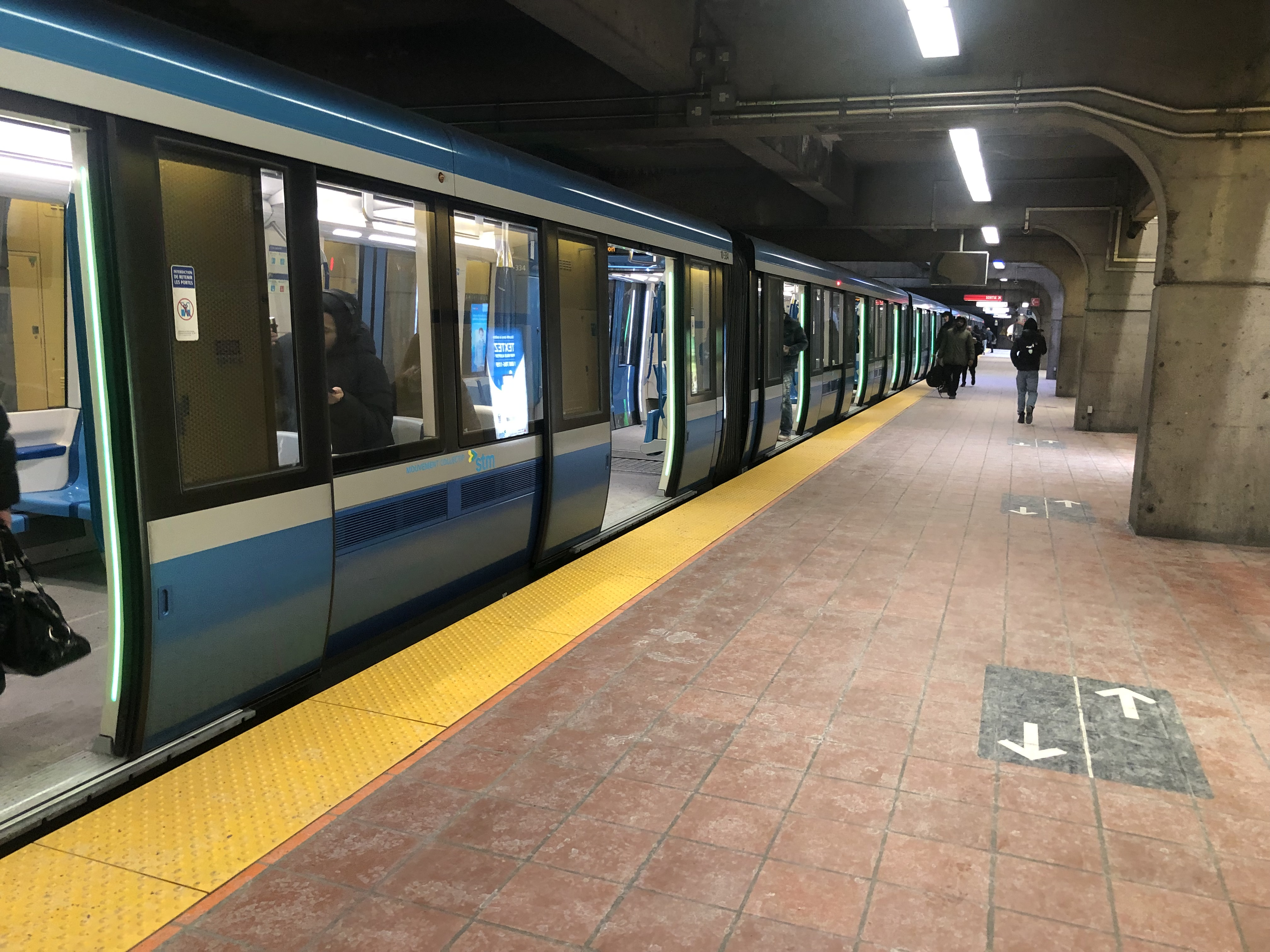

### Intermodalité
La station, qui vend également les titres de transport des bus EXO, RTL et STL, est en correspondance directe avec la station terminus de bus Angrignon : les autobus de la Société de transport de Montréal desservent l'île de Montréal, les lignes : 35 Griffintown, 36 Monk, 37 Jolicoeur, 101 Saint-Patrick, 106 Newman, 110 Centrale, 113 Lapierre, 114 Angrignon, 195 Dorval / Angrignon, 198 Broadway et 350 Verdun / LaSalle ; alors que les autobus d'Exo desservent la rive-sud de Montréal : Exo Sud-Ouest, service régulier : 1 Valleyfield - Montréal, 31 et 32 Châteauguay - Montréal et 98 Kahnawake - Montréal, s'ajoutent en service de pointe les lignes 21, 22, 23, 24, 25, 26 et 29 sur le service Châteauguay - Montréal ; Exo Haut-Saint-Laurent : ligne 111 Ormstown - Montréal ; et Exo Roussillon : ligne 200 Express LaSalle.
Depuis le 26 août 2024, la ligne 78 Laurendeau est abolie au profit des lignes 35 Griffintown et 36 Monk qui desserviront cette station. La ligne 114 Angrignon reprend des portions de lignes abolies ou modifiées, offrant un nouveau lien nord-sud à LaSalle par cette station.

Installations
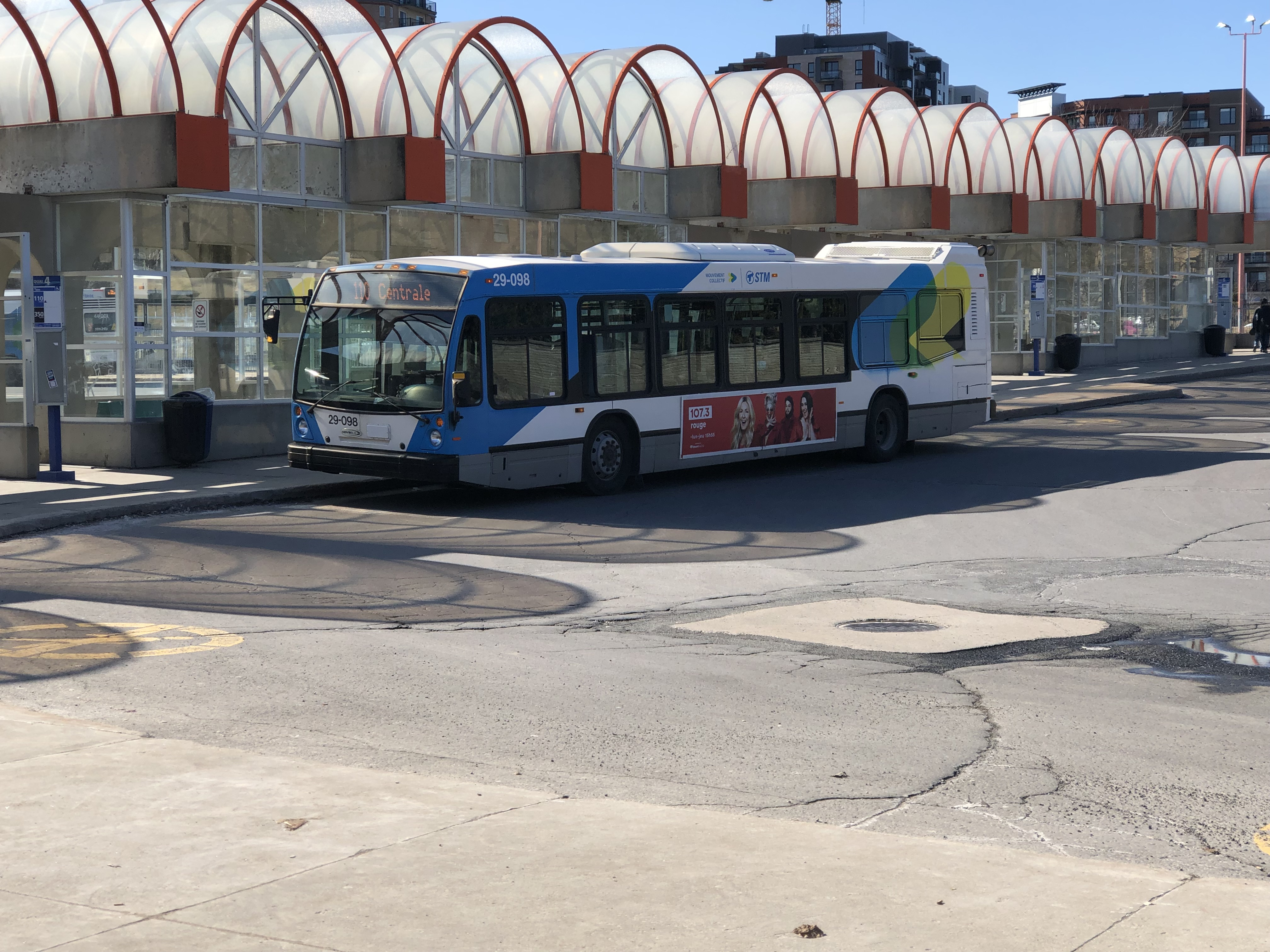
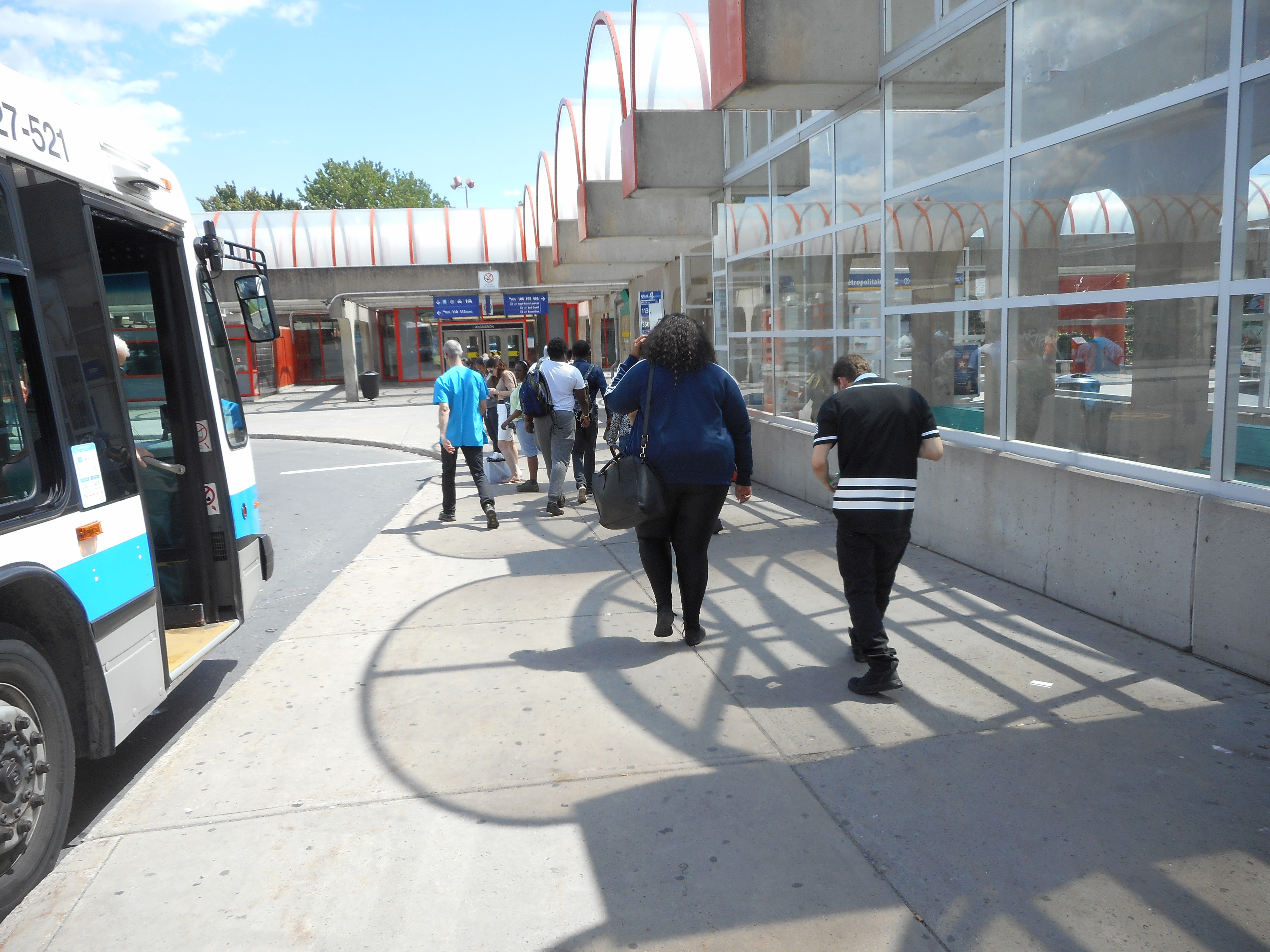
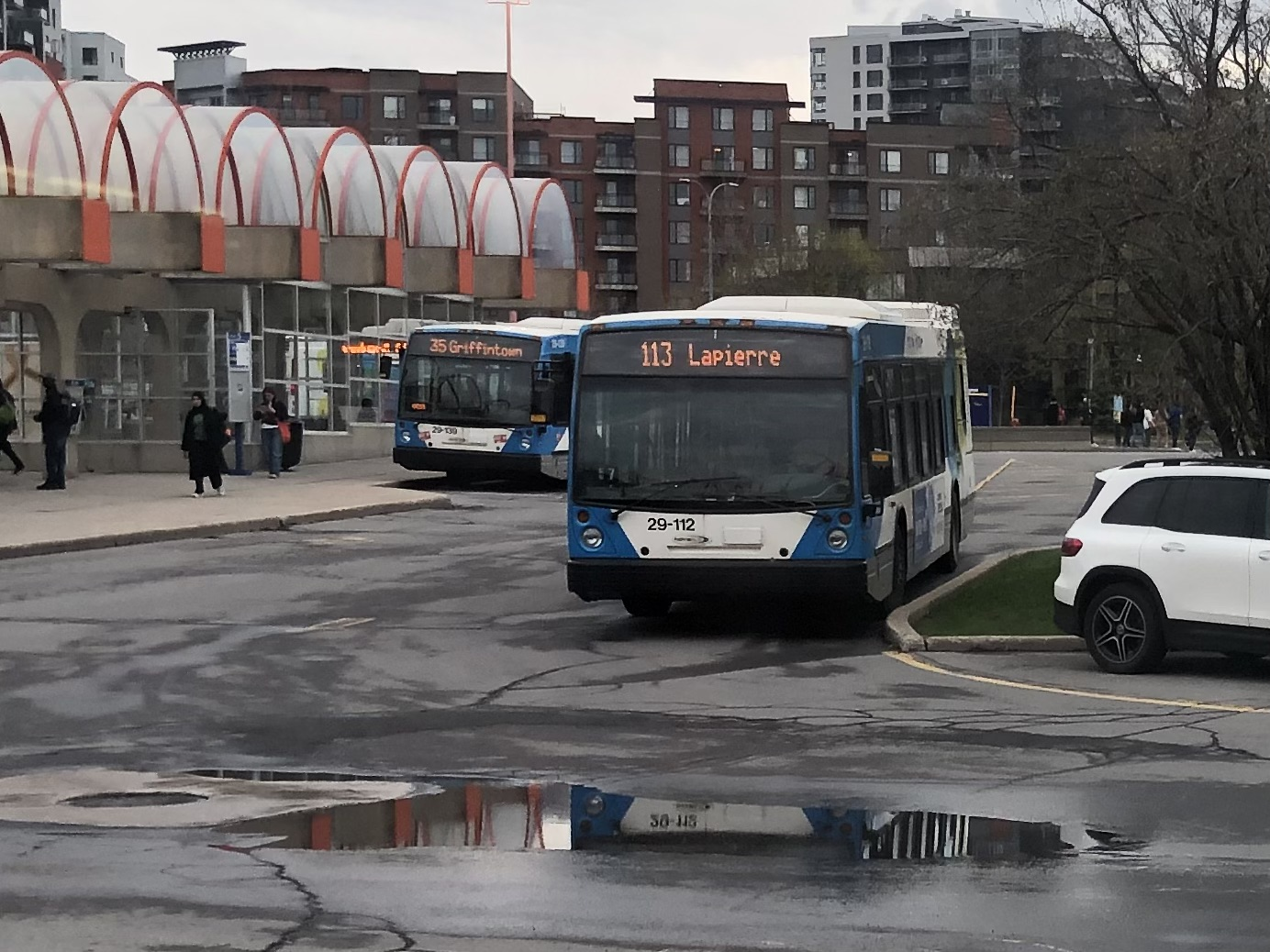
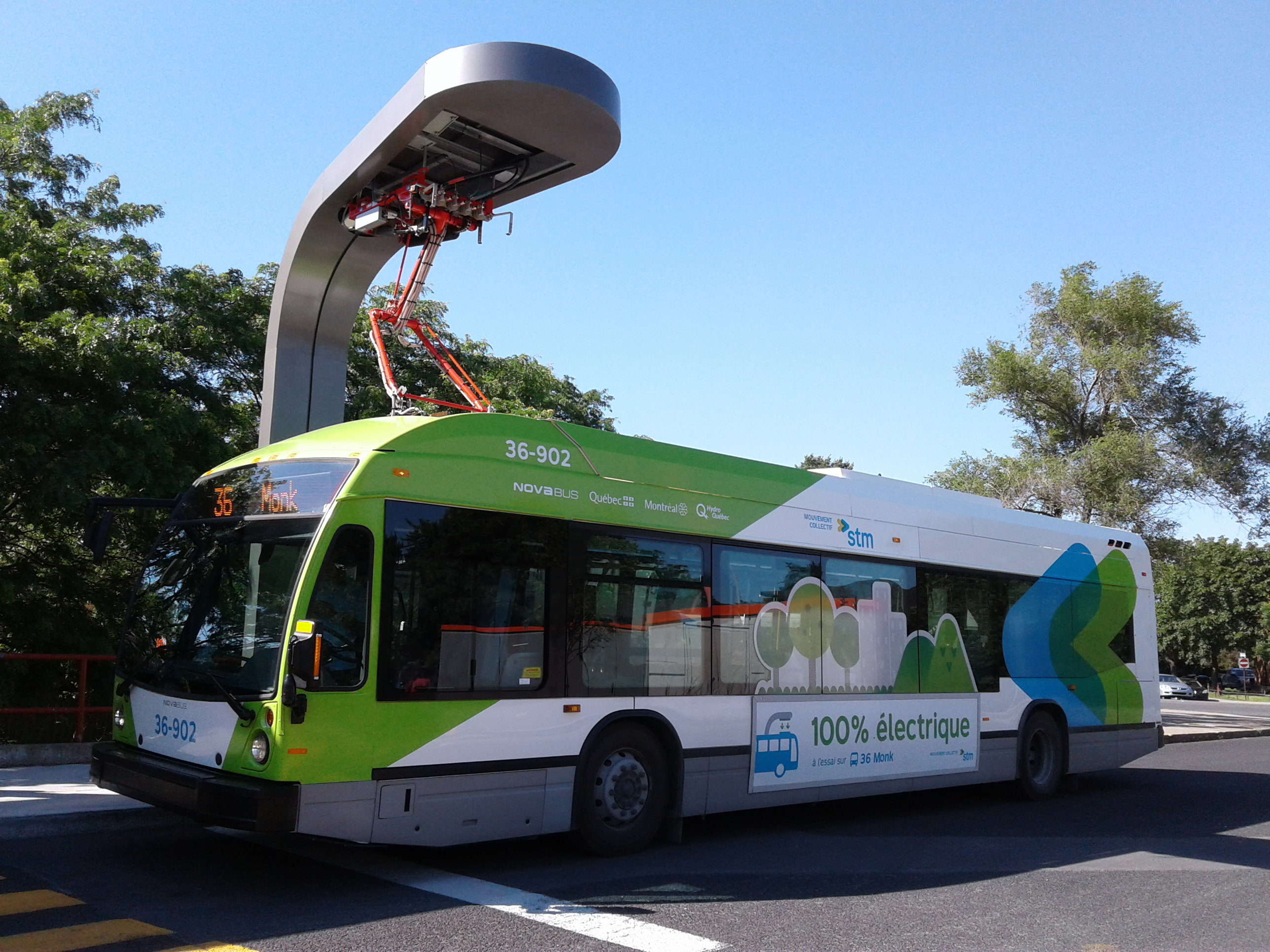

## À proximité
- Cégep André-Laurendeau
- Centre commercial Carrefour Angrignon
- Parc Angrignon
- Institut universitaire en santé mentale Douglas
- Aquadôme (situé au Cégep André-Laurendeau)
- Théâtre Desjardins (situé au Cégep André-Laurendeau)
- Canal de l'Aqueduc